# Lindsaea merrillii
Lindsaea merrillii är en ormbunkeart som beskrevs av Edwin Bingham Copeland. Lindsaea merrillii ingår i släktet Lindsaea och familjen Lindsaeaceae. Inga underarter finns listade.